# Bologna-Prozess

Logo des Bologna-Prozesses

Als Bologna-Prozess wird eine auf europaweite Vereinheitlichung von Studiengängen und -abschlüssen sowie auf internationale Mobilität der Studenten zielende transnationale Hochschulreform bezeichnet, die auf die Schaffung eines einheitlichen Europäischen Hochschulraums gerichtet ist. Der Begriff geht auf eine 1999 von 29 europäischen Bildungsministern im italienischen Bologna unterzeichnete politisch-programmatische Erklärung zurück.
Wesentliche Elemente des gemeinten Konvergenzprozesses sind:
- die Harmonisierung der akademischen Ausbildung durch ein zweistufiges System berufsqualifizierender Studienabschlüsse (typischerweise in der Form von Bachelor und Master),
- die durchgängige Etablierung des European Credit Transfer System (ECTS),
- eine fortlaufende Qualitätssicherung im Hochschulbereich und
- vor allem in Deutschland eine auf Beschäftigungsfähigkeit (Employability) am Arbeitsmarkt zielende Ausrichtung der Studiengänge.

Von Beobachtern des Bologna-Prozesses wird mitunter angemerkt, dass die supranationale Ebene politisch instrumentalisiert worden sei, um Reformziele, die man allein auf nationaler Ebene nicht habe realisieren können, mit dem Hinweis auf europäische Harmonisierungsbestrebungen und globale Anpassungszwänge zu verwirklichen.
Die Kritik an der mit dem Bologna-Prozess verbundenen, z. T. durchgreifenden Umstellung des Hochschulsystems ist sowohl auf die praktischen Auswirkungen für Hochschullehre und Studenten gerichtet (unter anderem unzureichende Vorbereitung und Ressourcenausstattung der Hochschulen, eine allzu kleinteilige Prüfungspraxis) als auch auf die für das Universitätswesen daraus resultierenden möglichen oder tatsächlichen Folgen (darunter zunehmende Trennung von Forschung und Lehre; Verschulung der höheren Bildung auf Kosten individueller akademischer Freiheit und Ausreifung; marktorientierte Hochschulstrukturen unter Vernachlässigung der Grundlagenforschung).

## Entstehungszusammenhang
Anlässlich des 900. Gründungsjahres der Universität Bologna, der ältesten europäischen Universität, unterzeichneten 388 Universitätspräsidenten aus aller Welt 1988 in Bologna eine Magna Charta Universitatum, in der den Universitäten als autonomen gesellschaftlichen Kerninstitutionen eine bedeutende Rolle für die auszubauenden engen Beziehungen zwischen allen Nationen Europas zugesprochen wird. Die unaufgebbare Einheit und Freiheit von Forschung und Lehre sowie die schutzwürdigen Bildungsinteressen der Studierenden werden darin ebenso betont wie die notwendige intensive Förderung sowohl des forschungsbezogenen Informationsaustausches der europäischen Universitäten untereinander als auch der transnationalen Mobilität von Lehrenden und Studierenden.
Ein erstes völkerrechtliches Abkommen zur gegenseitigen Anerkennung von Studienabschlüssen erarbeitete der Europarat zusammen mit der UNESCO am 11. April 1997 in der Lissabon-Konvention. Darin wurde die prinzipielle Anerkennung aller Studienabschlüsse der Unterzeichnerstaaten untereinander vereinbart. Im Gegenzug sollte jedes Land zusätzliche Bedingungen zur Fortsetzung eines bereits im Ausland begonnenen Studiums in seinen Grenzen definieren dürfen, wobei die Transparenz des Verfahrens gegeben sein sollte.
Die Initiative zur Vereinheitlichung des bestehenden europäischen Hochschulbetriebs geht auf eine gemeinsame Erklärung der Bildungsminister Frankreichs, Deutschlands, Italiens und des Vereinigten Königreichs im Jahr 1998 zurück. Anlass waren Feiern zum 800-jährigen Bestehen der Sorbonne. Aufgrund ihres Unterzeichnungsortes wurde diese Gemeinsame Erklärung zur Harmonisierung der Architektur der europäischen Hochschulbildung vom 25. Mai 1998 als Sorbonne-Erklärung bekannt. In ihr war bereits ein zweistufiges System berufsqualifizierender Studienabschlüsse vorgesehen. Ein Auslandssemester von Studierenden sollte gezielt gefördert werden; im Ausland erbrachte Leistungen wollte man in einem offenen europäischen Raum für Hochschulbildung auf Grundlage des ECTS-Kreditpunktesystems künftig anerkennen lassen. Als wichtige allgemeine Qualifikationsmerkmale gefördert werden sollten Fremdsprachenkenntnisse und die Anwendung neuer Informationstechnologien.
Am 19. Juni 1999 unterzeichneten die Vertreter der beteiligten Länder in der Aula Magna der Universität Bologna die Bologna-Erklärung. Dadurch wurden die in der Sorbonne-Erklärung festgehaltenen Absichten auf eine breitere Grundlage gestellt und teils konkretisiert. In Aussicht genommen wurden auch Mechanismen zu einer nachhaltigen Qualitätssicherung in Verbindung mit der Entwicklung geeigneter Vergleichsmaßstäbe. Die unterzeichnenden Bildungsminister von 29 europäischen Nationen beschlossen zudem regelmäßige Folgekonferenzen im Abstand von zwei Jahren und eine Umsetzungsfrist bis zum Jahr 2010. Mit Blick auf die Stellung Europas in der Welt hieß es: „We need to ensure that the European higher education system acquires a world-wide degree of attraction equal to our extraordinary cultural and scientific traditions.“ („Wir müssen sicherstellen, daß die europäischen Hochschulen weltweit ebenso attraktiv werden wie unsere außergewöhnlichen kulturellen und wissenschaftlichen Traditionen.“)
Als Begründung für die Umsetzung des Bologna-Prozesses in Deutschland trotz großer Skepsis seitens der Bundesländer, die um die Bildungshoheit fürchteten, wird häufig die Theorie der Neuen Staatsräson herangezogen: Durch den Bologna-Prozess habe die Bundesregierung die Verantwortung für Reformen im Hochschulbereich weitgehend an die europäische Ebene abgegeben, hoffte dadurch den Reformstau zu überwinden und musste sich selbst nicht mehr für Reformen rechtfertigen.

## Ziele
Der Bologna-Prozess verfolgt drei Hauptziele: die Förderung von Mobilität, von internationaler Wettbewerbsfähigkeit und von Beschäftigungsfähigkeit. Als Unterziele umfasst dies unter anderem:
- die Schaffung eines Systems leicht verständlicher und vergleichbarer Abschlüsse, auch durch die Einführung des Diplomzusatzes,
- die Schaffung eines zweistufigen Systems von Studienabschlüssen (konsekutive Studiengänge, undergraduate / graduate, in Deutschland, Österreich und der Schweiz als Bachelor und Master umgesetzt),
- die Einführung eines Leistungspunktesystems, des European Credit Transfer System (ECTS),
- die Förderung der Mobilität durch Beseitigung von Mobilitätshemmnissen; gemeint ist nicht nur räumliche Mobilität, sondern auch kulturelle Kompetenzen und Mobilität zwischen Hochschulen und Bildungsgängen,
- die Förderung der europäischen Zusammenarbeit bei der Qualitätsentwicklung,
- die Förderung der europäischen Dimension in der Hochschulausbildung,
- das lebenslange bzw. lebensbegleitende Lernen,
- die studentische Beteiligung (Mitwirken an allen Entscheidungen und Initiativen auf allen Ebenen),
- die Förderung der Attraktivität des europäischen Hochschulraumes,
- die Verzahnung des europäischen Hochschulraumes mit dem europäischen Forschungsraum, insbesondere durch die Eingliederung der Promotionsphase in den Bologna-Prozess.

## Organisation und Umsetzung

Teilnehmende Staaten

Gemäß Bologna-Erklärung sollte der Europäische Hochschulraum bis 2010 geschaffen sein. Der Prozess hat sich aber in den einzelnen Teilnehmerstaaten unterschiedlich schwierig und mit zeitlichen Verzögerungen gestaltet, sodass das Zeitziel um ein weiteres Jahrzehnt verschoben wurde.
Dabei handelt es sich um eine – auf rein rechtlicher Ebene unverbindliche – Absprache zwischen den Bildungsministern von inzwischen 49 europäischen Staaten. Bei den meist alle zwei Jahre stattfindenden Ministertreffen (2001 in Prag, 2003 in Berlin, 2005 in Bergen, 2007 in London, 2009 in Leuven, 2010 in Wien und Budapest, 2012 in Bukarest, 2015 in Jerewan, 2018 in Paris, 2020 in Rom) legen sie offiziell fest, welche Ziele im Bologna-Prozess jeweils vorrangig erreicht werden sollen (etwa die Konvergenz der Studiengänge, die studentische Mobilität oder die Qualitätssicherung in Forschung und Lehre betreffend). Gleichzeitig sind die Minister für die Umsetzung der verschiedenen Konzepte auf Länderebene verantwortlich. Unterstützt werden sie dabei von einer Arbeitsgruppe auf europäischer Ebene, der Bologna Follow-Up Group (BFUG), und nationalen Komitees, den nationalen Bologna-Gruppen.
In der BFUG arbeiten Vertreter der verschiedenen Bologna-Staaten und der Europäischen Union an konkreten Plänen für die Umsetzung der Bologna-Ziele, wobei sie von europaweiten Vereinigungen der Hochschulen (EUA und EURASHE), der Studenten (ESU), der Wirtschaft (Businesseurope) und des Europarats beraten werden. Weitere Organisationen wie CESAER oder SEFI wirken inoffiziell am Bologna-Prozess mit, indem sie Empfehlungen für einzelne Bereiche ausarbeiten. Die BFUG trifft sich mehrmals im Jahr, um offene Fragen zu den Reformen zu klären und über Fortschritte zu berichten.
Zu den vorrangig wichtigen Umsetzungsebenen im Bologna-Prozess, zu denen für einen Gesamterfolg alle beteiligten Staaten ihre Beiträge zu erbringen haben, gehören die konvergente Struktur und Stufung der Studiengänge, die Förderung der Studierendenmobilität sowie die Qualitätssicherung von Forschung und Lehre.

### Gestufte Zyklen und Abschlüsse
Eines der bekanntesten Resultate des Bologna-Prozesses ist die Etablierung eines Systems von drei aufeinander aufbauenden Zyklen in der Hochschulbildung. Diese Zyklen werden in der Bergen-Deklaration durch ein grobes Rahmenwerk von Qualifikationen und ECTS-Credits definiert.
- 1. Zyklus: 180–240 ECTS-Credits; Bachelor-Qualifikation.
- 2. Zyklus: 60–120 ECTS-Credits; Master-Qualifikation.
- 3. Zyklus: Promotionsstudium mit eigenständiger Forschung; Doktor-Grad / PhD / DBA (keine ECTS-Grundlage; angenommener Arbeitsaufwand von drei bis vier Jahren in Vollzeitbeschäftigung).

In Bachelorstudiengängen werden wissenschaftliche Grundlagen, Methodenkompetenz und berufsfeldbezogene Qualifikationen vermittelt. Masterstudiengänge sind nach den Profiltypen „stärker anwendungsorientiert“ und „stärker forschungsorientiert“ zu differenzieren. Der akademische Abschluss des 1. Zyklus heißt meistens Bachelor, der Abschluss des 2. Zyklus meistens Master, jeweils ergänzt um eine fachbereichsspezifische Angabe (of Arts, of Science, der Wissenschaften etc.). Bachelor- und Masterstudiengänge können sowohl an Universitäten als auch an Fachhochschulen eingerichtet werden.
Zur Akkreditierung eines Bachelor- oder Masterstudiengangs ist nachzuweisen, dass der Studiengang modularisiert und mit einem Leistungspunktsystem ausgestattet ist. Bei konsekutiven Studiengängen darf die Gesamtregelstudienzeit höchstens zehn Semester (300 LP) betragen, was üblicherweise durch einen sechssemestrigen Bachelor- und einen darauf aufbauenden viersemestrigen Masterstudiengang umgesetzt wird. Ein Jahr Vollzeitstudium entspricht einem Leistungsumfang von 60 ECTS bzw. 1.500 bis 1.800 Stunden angenommenem Gesamtaufwand für sämtliche Lernaufgaben.

### Studentenmobilität und Auslandssemester
Ein herausgehobenes gemeinsames Motiv für die am Bologna-Prozess beteiligten Staaten liegt in der Internationalisierung der europäischen Hochschulen, besonders zwecks Förderung der studentischen Mobilität. Mit dem Erasmus-Programm wurden dafür seit 1987 Voraussetzungen geschaffen, auf die sich aufbauen lässt: Teil-Stipendien für unterdessen über 200.000 Studierende, mit denen Studienaufenthalte von bis zu einem Jahr an Partnerhochschulen eines anderen europäischen Landes unterstützt werden. Die Partnerschaften der beteiligten Hochschulen sollen einschließen, dass die im Ausland erzielten Studienleistungen für die individuellen Studiengänge und -abschlüsse jeweils anerkannt werden.
Die durch den Bologna-Prozess bewirkten Effekte hinsichtlich der Zunahme von Auslandssemestern und der verbesserten Anerkennung von im Ausland erbrachten Studienleistungen sind etwa für deutsche Studierende bisher nicht sehr ausgeprägt. Einer Schätzung zufolge hat es eine Zunahme zeitweiliger Auslandsstudien von 19 auf 27 Prozent der Studierenden gegeben. In dieser Zahl sind auch kurze Sprachkurse und Praktika enthalten. Nach einer Studie des Hochschul-Informations-Systems waren es 2010 nur sieben Prozent der Bachelor- und Master-Studenten, die im Ausland studierten; bei den Diplom- oder Magister-Studenten waren es hingegen 23 Prozent, bei Staatsexamenskandidaten 18 Prozent.
So beklagen Studierenden-Vertreter, dass von der versprochenen Mobilität nicht viel zu sehen sei. Studien belegten, dass die straff getakteten Bachelor-Programme kaum Zeit ließen für ein Semester oder Praktikum im Ausland: „Selbst ein einfacher Standortwechsel in Deutschland wird, auch auf Grund des Bildungsföderalismus, oft durch die engen Modulpläne der einzelnen Universitäten oder Hochschulen verhindert.“
Eine Erhebung des Deutschen Akademischen Austauschdienstes von 2009 besagt, dass nur 50 Prozent der im Ausland erbrachten Studienleistungen vollständig anerkannt würden (dabei 33 Prozent auf der Grundlage von Vorvereinbarungen). 18 Prozent der Studierenden machten die Erfahrung, dass ihnen im Ausland erbrachte Leistungen nicht angerechnet würden.
Ulrich Teichler weist bezüglich der Mobilitätsfragen im Bologna-Prozess darauf hin, dass es den hochschulpolitisch Verantwortlichen der Einzelstaaten möglicherweise nicht primär um die Mobilität der Studierenden in den eigenen Ländern gegangen sei und gehe, sondern darum, die Hochschulen in Europa attraktiver zu machen für Studierende etwa aus Ländern Ost- und Südostasiens, damit diese sich nicht zunehmend ausschließlich für englischsprachige Länder entschieden.

### Qualitätssicherung und Studierbarkeit
Die Zielprojektion eines Europäischen Hochschulraums ist seit der Bologna-Erklärung verbunden mit dem Hinwirken auf die Entwicklung gemeinsamer Kriterien und Methoden der Qualitätssicherung für die höhere Bildung im europäischen Verbund. Erstrangige Bedeutung erhielten hierbei Akkreditierungsverfahren für Hochschulen und Studiengänge. Speziell das von Reorganisationsmaßnahmen umfassend betroffene deutsche Hochschulwesen sollte damit neu geordnet werden.
Ein von der Kultusministerkonferenz (KMK) initiierter Akkreditierungsrat mit 18 Mitgliedern – dem je vier Vertreter der Hochschulen und der Bundesländer, fünf Vertreter aus der beruflichen Praxis, zwei Studierende, zwei Akkreditierungssachverständige und ein Vertreter der Akkreditierungsagenturen angehören – gibt die Leitlinien für das Akkreditierungsverfahren vor und kontrolliert die Tätigkeit der zugelassenen Akkreditierungsagenturen. Zu den vom Akkreditierungsrat vorgegebenen Kriterien für die Zulassung von Studiengängen zählen unter anderen:
- stimmige Kombination der einzelnen Studienmodule im Hinblick auf formulierte Qualifikationsziele;
- Angaben zu den Zugangsvoraussetzungen und zu den Anerkennungsregeln für anderweitig erbrachte Leistungen;
- konzeptadäquate Studienorganisation.

Um die Studierbarkeit der vorgesehenen Studiengänge zu gewährleisten, soll die Akkreditierung unter anderem abhängig gemacht werden von:
- geeigneter Studienplangestaltung;
- plausiblen Angaben bzw. Einschätzungen bezüglich der studentischen Arbeitsbelastung;
- adäquater und belastungsangemessener Prüfungsdichte und -organisation;
- Betreuungsangeboten sowie von fachlicher und überfachlicher Studienberatung.[20]

Zu einer möglichen Vereinfachung der sogenannten Programmakkreditierung  –
also der o. g. Akkreditierung je einzelner Studiengänge – ist es ab 2008 durch die Möglichkeit der Systemakkreditierung gekommen. Dabei wird die Qualitätssicherung für angebotene Studiengänge an einzelne Hochschulen rückübertragen, nachdem eine Akkreditierungsagentur die diesbezügliche Eignung der betreffenden Einrichtung attestiert hat. Als Prüfkriterium setzt der Akkreditierungsrat dafür ein hochschulweites Qualitätssicherungssystem in Verbindung mit dem Nachweis an, dass mindestens ein Studiengang dieses System bereits durchlaufen hat.
2016 entschied das Bundesverfassungsgericht, dass die sehr allgemein formulierten Regelungen über die Akkreditierung von Studiengängen des Landes Nordrhein-Westfalen, wonach Studiengänge durch Agenturen „nach den geltenden Regelungen“ akkreditiert werden müssen, mit dem Grundgesetz (Art. 5 Abs. 3 Satz 1 GG in Verbindung mit Art. 20 Abs. 3 GG) unvereinbar seien.
Der Gesetzgeber (in diesem Falle das Land NRW) habe die Zuweisung der Qualitätskontrolle der Hochschullehre an privatrechtlich organisierte Agenturen, die wiederum von einer Landesstiftung akkreditiert werden, einerseits ohne hinreichende gesetzgeberische Vorgaben zu den Bewertungskriterien, den Verfahren und der Organisation der Akkreditierung vorgenommen. Andererseits seien die Hochschulen nicht hinreichend an der wissenschaftsadäquaten Ausgestaltung des Verfahrens beteiligt worden. Somit habe das Gesetz in die Wissenschaftsfreiheit eingegriffen. Ferner verstoße es gegen das Prinzip der Gewaltenteilung. Bis Ende 2017 muss hier eine Neuregelung gefunden werden. Viele Hochschulen begrüßten diesen Beschluss.

## Situation in Deutschland
Die wesentlichen Aspekte der Bologna-Erklärung waren in der deutschen Hochschulreform-Diskussion der 1990er Jahre bereits enthalten und wurden unter freiwilliger Beteiligung bereits teilweise erprobt. Allerdings, so der Wissenschaftsrat, wirkte der Bologna-Prozess bei der Umstellung auf die neuen Studiengänge und ihre Zulassung nachhaltig und beschleunigend ein.
Die nationale Bologna-Gruppe besteht in Deutschland aus Vertretern des Bundesministeriums für Bildung und Forschung (BMBF), des Deutschen Akademischen Austauschdienstes (DAAD), der Hochschulrektorenkonferenz (HRK), der Kultusministerkonferenz (KMK), des freien zusammenschlusses von studentInnenschaften (fzs), der Bundesvereinigung Deutscher Arbeitgeberverbände (BDA), der Gewerkschaft Erziehung und Wissenschaft (GEW), des Akkreditierungsrates und des deutschen Studentenwerks (DSW). Gemeinsam erarbeitet sie Lösungen zur Umsetzung der Bologna-Ziele auf Bundesebene, berichtet an die BFUG und führt Seminare zu den verschiedenen Inhalten des Bologna-Prozesses durch. Die GEW hat eine Übersicht zu wichtigen Beschlüssen auf der Bundesebene zur Umsetzung des Bologna-Prozesses in Deutschland zusammengestellt.

### Unübersichtliche Studiengänge
Der Bologna-Prozess hat binnen weniger Jahre eine ungeahnte Vielfalt an Bachelor- und Masterstudiengängen hervorgebracht: mehr als 13.000 allein im Zeitraum vom Jahrhundertbeginn bis 2012.
Darunter waren auch bis zu 2000 akkreditierte Programme, die gegenwärtig schon nicht mehr angeboten werden, sei es, dass sie ausgelaufen sind, stark verändert wurden oder unter neuem Namen betrieben werden. Auch daran zeigt sich laut Wissenschaftsrat, welche Dynamik das Studienangebot in Deutschland aufweist.
Während die reformierten Studiengänge sich an den deutschen Hochschulen einerseits breit durchgesetzt haben, wird andererseits teils am Hergebrachten festgehalten, sind vereinzelt auch Umkehrbewegungen zu vermerken.
So wurde am 15. Dezember 2010 mit der Änderung des Hochschulgesetzes in Mecklenburg-Vorpommern von der Landesautonomie Gebrauch gemacht und den Hochschulen wieder erlaubt, den akademischen Grad des Diplom-Ingenieurs zu verleihen. In Sachsen wurde wegen der durch das Bachelor/Master-System verlängerten Ausbildungszeit für Grund- und Mittelschullehrer, die zu einem Rückgang der Studierendenzahl und zu drohendem Lehrermangel führte, beschlossen, zum bisherigen vierjährigen Studium mit dem Staatsexamen als Abschluss zurückzukehren. Die Umstellung der Studiengänge mit Staatsexamen (Lehramt, Medizin, Zahnmedizin, Pharmazie, Lebensmittelchemie und Rechtswissenschaft) ist ohnehin erst teilweise in Gang gekommen.
Die mitunter kritisch beobachtete Mannigfaltigkeit des neu entstandenen Fächerspektrums hat schon allein bei den Bachelor-Studiengängen zu einer Großzahl eigentümlich-origineller Bezeichnungen geführt. Von einer „Zersplitterung des Studienangebots in immer mehr spezialisierte Studiengänge“ ist die Rede, wodurch die geforderte Transparenz und Vergleichbarkeit der Abschlüsse „nahezu unmöglich“ gemacht werde.
Kritiker wie Norbert Gebbeken, Professor an der Universität der Bundeswehr München und 2. Vizepräsident der Bayerischen Ingenieurekammer-Bau, sprechen auch von einer „Scheinakademisierung“ durch überspezialisierte Studiengänge, die zu einer Verschiebung der Verantwortung für die Überprüfung der Vergleichbarkeit der Studiengänge geführt habe: „Gab es früher im Bauingenieurwesen drei Studienrichtungen, nämlich Konstruktiver Ingenieurbau, Wasser und Verkehr, so gibt es zusätzlich 23(!), von Archineering bis Wirtschaftsingenieurwesen. Bei dieser Atomisierung der Studiengänge obliegt es nun den Ingenieurekammern, zu entscheiden, welche dieser Studiengänge noch die nötigen technischen Inhalte vermitteln, damit die Absolventen als Ingenieure anzusehen sind.“

### Multiple Überlastung
Trotz der in mancher Hinsicht wegweisenden Hochschulreform-Diskussion der 1990er Jahre waren die Beteiligten vor Ort auf den Bologna-Umschwung offenbar wenig vorbereitet. Viele Hochschullehrer standen den Neuerungen ablehnend gegenüber und suchten vom Hergebrachten für sich zu retten, was zu retten war. Die Herausforderungen erwiesen sich allerdings auch als beträchtlich: Neue Studiengänge und Prüfungsverfahren mussten konzipiert, erprobt und wo nötig revidiert werden. Parallel fortzuführen waren die bisherigen Studiengänge (wie Diplom und Magister) für alle Studierenden, die noch mit ihnen begonnen hatten, bis zum Abschluss, sofern nicht ein Wechsel erfolgte. Hinzu kam ggf. die Berücksichtigung von Änderungsvorgaben oder Auflagen der Akkreditierungsagenturen.
Entlastung für den so entstehenden Mehraufwand war nicht vorgesehen – die Hochschulen sollten die einschneidende Reformoperation aus den vorhandenen Mitteln kostenneutral gestalten. „Dass dieser Umbruch bei gleichzeitigem Wachstum der Studierendenzahlen und ohne eine proportionale, aufgabenspezifische finanzielle Aufstockung der Hochschuletats insgesamt bewältigt werden konnte, ist nicht selbstverständlich“, urteilte der Wissenschaftsrat. Unzureichende personelle, Sachmittel- und räumliche Ausstattung gehören denn auch zu den oftmals festgestellten gravierenden Defiziten des Umstellungsprozesses.
Aus Befragungen Studierender zu ihren Erfahrungen mit der Bologna-Reform spricht häufig Unzufriedenheit mit der Qualität der Lehre, vor allem bei anscheinend wenig engagierten Dozenten. Beklagt wird zudem die Tendenz zur Verschulung, die hohe Prüfungsbelastung, unrealistische Workload-Annahmen, zu wenig Wahlmöglichkeiten, Vernachlässigung der Kompetenzentwicklung sowie eine geringe Verzahnung von Theorie und Praxis.
Die Zielvorgabe der deutschen Umsetzung des Bologna-Prozesses sieht für ein Studium jährlich 1.800 Arbeitsstunden vor. Dieser Zeitumfang ergibt sich daraus, dass Studierende 40 Stunden pro Woche für ihr Studium aufwenden sollen und dies in 45 Wochen des Jahres, d. h., es werden etwa sechs Wochen Urlaub pro Jahr zugestanden; hinzu kommen akkumuliert die gesetzlichen Feiertage. Daraus folgt, dass pro Semester 30 Leistungspunkte (LP) zu erwerben sind und dass pro Leistungspunkt von einem durchschnittlichen Studenten 30 Arbeitsstunden aufgewendet werden, die sich auf Präsenzzeiten, Prüfungszeiten, Selbststudium und Praktika aufteilen. Da das ECTS in der Regel so umgesetzt wird, dass Teilnoten durch studienbegleitende Modulprüfungen und gewichtet nach zugeordneten Leistungspunkten erworben werden, verteilt sich die Prüfungsbelastung gegenüber früheren Diplom- und Magisterstudiengängen mit ihren Zwischen- und Abschlussprüfungen deutlich anders und wird teilweise als höher wahrgenommen.
Im Zuge der Einführung des Bachelor/Master-Systems häuften sich bei Bachelorstudenten Anzeichen von Überforderung und Stress. Dies hat dazu geführt, dass immer mehr Studenten auch von Burn Out und Depression betroffen sind. Auch die Gefahr sozialer Selektion durch den erhöhten Druck auf Werkstudenten wurde von verschiedenen Beratungsstellen und Universitätspsychologen kritisiert.
An manchen Universitäten wurde der Lehrstoff eines vierjährigen Magister-Abschlusses in einen dreijährigen Bachelor komprimiert, was zu Arbeitsüberlastung und Frust führte. Von Befürwortern der Umstellung wurde dagegen betont, dass gerade die Modularisierung und das Creditpoints-System erstmals auch die Vor- und Nachbereitungszeit für den Workload (die Arbeitszeitbelastung der Studierenden) berücksichtigen, anstatt nur die Präsenzzeit vor Ort in Semesterwochenstunden. Wenn Dozenten den von der Hochschule zu erarbeitenden Zeitumfang nicht einhalten, sei das nicht als Kritik am Bologna-Prozess zu werten.
Ein großer Teil der Arbeitsüberlastung resultiert daraus, dass nach der Umsetzung des Bologna-Prozesses die Prüfungen studienbegleitend erfolgen. Erforderten frühere Diplom- und Magisterstudiengänge z. T. nur ein bis zwei Prüfungen pro Semester, so wurde nach der Bologna-Reform teilweise jede einzelne Lehrveranstaltung mit einer Prüfung abgeschlossen, wobei die Hochschullehrer dazu neigten, die gleichen quantitativen und qualitativen Anforderungen an diese Prüfungsleistungen zu stellen wie vorher. Bei zehn Lehrveranstaltungen à zwei SWS (Semesterwochenstunden) konnte dies im Extremfall auf zehn Einzelprüfungen hinauslaufen, die sich am Semesterende auch noch kumulierten. Die bundesweiten Studentenproteste vom Herbst 2009 haben die KMK dazu veranlasst, zukünftig nur noch eine Prüfung pro Modul vorzusehen, um die Prüfungsbelastung der Studenten zu verringern.

### Hochschulfinanzierung
Der staatliche Anteil an der Finanzierung der Hochschulen lag in Deutschland 2013 bei annähernd 90 Prozent, der private Finanzierungsanteil entsprechend bei ca. zehn Prozent. Die Bundesländer tragen rund 80 Prozent der Gesamtmittel bei, der Bundeshaushalt etwa zehn Prozent. Während aber die staatlichen Grundmittel im Zeitraum 1995 bis 2008 nahezu stagnierten, haben sich die Drittmittel mehr als verdoppelt. Trotz dieses Drittmittelanstiegs blieb das reale Gesamtbudget für Forschungsaufgaben in etwa konstant, während die Hochschullehre – in die kaum Drittmittel fließen – bei im Bologna-Prozess noch deutlich gewachsenen Betreuungsanforderungen stärker unter Druck geriet.
Studiengebühren, die 2008 durchschnittlich fast 5 Prozent der universitären Gesamteinnahmen ausmachten, stehen nach ihrer Wiederabschaffung in den meisten Bundesländern als Beitrag zur Finanzierung der staatlichen Hochschulen kaum noch zur Verfügung. Gleichzeitig fehlt es an genügend Masterstudienplätzen; und der bauliche Sanierungsbedarf ist vielerorts erheblich.
Von Seiten der Arbeitgeberverbände wird kritisiert, dass der mit der Bologna-Reform verbundene Anspruch auf verbesserte Qualität der Lehre am Fehlen der dafür benötigten Finanzmittel gescheitert sei. Man beklagt den geringen privaten Finanzierungsanteil mit der Folge fehlender Nachfrageorientierung und Unterfinanzierung. Es müsse für alle jungen Menschen finanziell möglich sein, ein Hochschulstudium aufzunehmen.
Studierendenvertreter nordrhein-westfälischer Hochschulen monierten 2012, die öffentliche Finanzierung sei je Studienplatz seit den 1970er Jahren inflationsbereinigt um mehr als 20 Prozent gesunken. An manchen Hochschulen gebe es bereits Seminare mit etwa 600 Teilnehmern. Mitunter wurden Vorlesungen per Videotechnik in weitere Hörsäle übertragen. Auch in anderer Hinsicht komme es aus finanziellen Gründen zu unzumutbaren Studienbedingungen. Manche Studierende warteten monatelang auf die Bearbeitung ihres BAföG-Antrags; viele wüssten nicht, wie sie ihre Miete zahlen sollen.
Im internationalen Vergleich der OECD-Staaten befand sich Deutschland im Jahre 2007 nicht unter den ersten 20 im Hinblick auf das Verhältnis der öffentlichen Bildungsausgaben zum Bruttoinlandsprodukt. Besonders in der Hochschulbildung werden für die zurückliegenden Jahrzehnte in Deutschland relativ starke Finanzmitteleinbußen beklagt: „Die öffentlichen Ausgaben müssten verdreifacht werden, um den Wert je Studierender des Jahres 1975 wieder zu erreichen.“
Bei der Ursachenreflexion kommen wiederum die spezifischen Modalitäten des deutschen Bildungsföderalismus in Betracht. Für einzelne Bundesländer entstünden darin Anreize, selbst weniger auszubilden, da sie entweder fürchten müssten, dass ihnen die erfolgreichen Hochschulabsolventen „weggekauft“ würden, oder aber darauf bauen könnten, für die Akademikerzuwanderung auch ohnedies attraktiv genug zu sein. In anderen föderal organisierten Staaten wird einer solchen Entwicklung entweder mit einem erheblichen Anteil der zentralen Ebene an der Finanzierung der höheren Bildung oder mit Ausgleichssystemen zwischen den einzelnen Gliedstaaten vorgebeugt.
Die in einigen Bereichen deutlich zutage tretende Finanzmittelknappheit deutscher Hochschulen korreliert mit einer überhaupt vergleichsweise niedrigen staatlichen Ausgabenquote für Bildungsinvestitionen. In keinem Mitgliedsstaat der OECD, so die Hochschulrektorenkonferenz (HRK), ist der Anteil der öffentlichen Ausgaben für Bildung an allen öffentlichen Ausgaben niedriger als in Deutschland.

### Nachbesserungsvorstellungen und Exzellenzinitiative
Gezielte finanzielle Hilfen des Bundes für den Hochschulbereich werden gegenwärtig in Deutschland noch erschwert durch die primäre Länderzuständigkeit für die Hochschulen. Die mehrseitig geforderte Erleichterung der Kooperation von Bund und Ländern bedürfte einer Grundgesetzänderung, die auch von vielen Hochschulverantwortlichen befürwortet wird.
Im November 2014 hat der Bundestag mit Zweidrittelmehrheit die Weichen dafür gestellt. Der geänderte Text lautet: „Bund und Länder können auf Grund von Vereinbarungen in Fällen überregionaler Bedeutung bei der Förderung von Wissenschaft, Forschung und Lehre zusammenwirken.“ Da der Bund in Erfüllung einer Länderforderung im Zuge dieser Änderung die gesamten Bafög-Kosten übernimmt, fehlen ihm die dafür angesetzten 1,2 Milliarden Euro für die Unterstützung einzelner Universitäten. Hingegen kann der Hochschulpakt 2020 lediglich dazu dienen, die durch die Schulzeitverkürzung zum Abitur sukzessive an die Hochschulen drängenden doppelten Abiturientenjahrgänge notdürftig aufzufangen.
Bemerkbar macht sich die prekäre Finanzausstattung in der Lehre auch dergestalt, dass der auf Qualifikationsstellen arbeitende akademische Mittelbau  – Dozenten und wissenschaftliche Assistenten unterhalb der Lebensprofessur  – meist nur zeitlich befristet beschäftigt wird, also ohne dauerhafte materielle Absicherung ist. Um die Lage des „akademischen Prekariats“ zu lindern und zumindest herausragend Promovierten eine halbwegs motivierende Perspektive zu verschaffen, wurde die Funktion des Juniorprofessors eingerichtet. Als Umgehungsmöglichkeit hinsichtlich der Beschränkung des Bundes in Hochschulangelegenheiten wird zudem neuerdings die Schaffung sogenannter Bundesprofessuren vorgeschlagen, die der Lehre Entlastung bringen, der Forschung neue Kapazitäten erschließen und ebenfalls bessere Aussichten für den akademischen Nachwuchs bieten sollen.
Mit der Exzellenzinitiative des Bundes und der Länder zur Förderung von Wissenschaft und Forschung an deutschen Hochschulen wurde parallel zum Bologna-Prozess aus Sicht der Gemeinsamen Kommission von Deutscher Forschungsgemeinschaft und Wissenschaftsrat eine bislang einzigartige Bewegung, „ein Ruck“, an den deutschen Universitäten ausgelöst. In einem mehrstufigen Wettbewerb um Exzellenzcluster, Graduiertenschulen und Zukunftskonzepte konnten sich im Wettbewerb der deutschen Hochschulen im Jahre 2006 zunächst drei, 2007 weitere sechs und 2012 schließlich insgesamt 11 als sogenannte Eliteuniversitäten etablieren. Wie im Falle der Drittmittelverwendung steht auch hierbei die Forschung im Mittelpunkt der Förderung, da der Bund an der Finanzierung des Programms maßgeblich beteiligt ist.
Ungeklärt ist die Fortführung der Exzellenzinitiative und der durch sie auf den Weg gebrachten Projekte über 2017 hinaus. Denn (nur) bis dahin erstreckt sich die zugesagte Finanzierung. Doch auch die Zusatzbelastungen, die der Wettbewerb für profitierende wie auch für leer ausgegangene Hochschulen mit sich gebracht hat und teils weiter erzeugt, sind nicht zu vernachlässigen. So mahnt die Gemeinsame Kommission von DFG und Wissenschaftsrat: „Die sich aus der Etablierung von neuen Gremien- und Organisationsstrukturen und der zunehmenden Formalisierung von Abstimmungsprozessen ergebenden Zusatzaufgaben für Wissenschaftlerinnen und Wissenschaftler sollten kritisch im Blick behalten werden. Die große Herausforderung besteht darin, die bürokratischen Prozeduren nicht derart zu multiplizieren (Parallelstrukturen), dass diese zu einer Überregulierung und unangemessenen Belastung der Wissenschaftlerinnen und Wissenschaftler führen.“

### Zwischenstände nach zwei Jahrzehnten
Die Einführung des Bachelors als berufsqualifizierenden Abschluss und Grundlage für eine beschleunigte Aufnahme des Berufslebens durch die Absolventen hat nur teilweise – und nicht wie vorgesehen mehrheitlich – zum Erfolg geführt. Annähernd zwei Drittel der Bachelor-Absolventen schließen ein Masterstudium an, hauptsächlich wegen erwarteter besserer Chancen am Arbeitsmarkt. So wird für eine Laufbahn im höheren Dienst bei Bund und Ländern bis auf Weiteres ein Masterabschluss vorausgesetzt.
Laut Studienqualitätsmonitor 2017 des Deutschen Zentrums für Hochschul- und Wissenschaftsforschung (DZHW) beklagt ein Drittel der Studierenden eine mangelnde Flexibilität der Studiengangsgestaltung, 50 Prozent sehen sich einer zu großen Stofffülle gegenüber, und 40 Prozent halten die Anforderungen in Bezug auf Leistungsnachweise für zu hoch.
Die mit der Reform verbundene Hoffnung auf eine rückläufige Studienabbrecherquote hat sich bisher nicht erfüllt. Laut DZHW sind die Abbrecherzahlen in den vor 2005 überdurchschnittlich betroffenen Fächern auch weiterhin überdurchschnittlich. Doch erfolgten die Abbrüche unter Bologna-Bedingungen wegen der studienbegleitenden systematischeren Prüfungen früher als vor der Reform, sodass die Abbrecher sich schneller umorientieren könnten.
Deutlich gestiegen ist die Anzahl der im Ausland verbrachten Studiensemester. Bei den deutschen Erasmus-Studierenden hat sich die Teilnehmerzahl in den vergangenen 20 Jahren  von 15.000 auf über 40.000 erhöht. Mit der Anerkennung der im Ausland erbrachten Leistungen, die nicht immer reibungslos verläuft, zeigen sich immerhin drei Viertel der Studierenden zufrieden.
Der Anteil von Studenten an privaten Hochschulen lag im Jahr 2010 bei etwa 5 %, er wächst stetig und liegt mittlerweile bei ca. 10 %.

## Situation in Österreich und in der Schweiz
In Österreich sind die Studiengänge weitgehend auf die Bologna-Struktur umgestellt. Die Umsetzung zielte auch auf das Nebenziel der Studienzeitverkürzung. Das 2011 erlassene Hochschul-Qualitätssicherungsgesetz (HS-QSG) führte ab 2012 vergleichbare Qualitätssicherungsverfahren für die österreichischen Hochschulen (öffentliche Universitäten, Fachhochschulen und Privatuniversitäten) ein. Das HS-QSG bildet damit die Grundlage für Qualitätssicherungs- und Akkreditierungsverfahren unter dem Dach einer Hochschultypen übergreifenden Agentur für Qualitätssicherung und Akkreditierung: der AQA.Austria.
Ähnlich wie in Deutschland entzündete sich heftiger Protest gegen die Arbeitsbelastung und die Verschulung der Studiengänge. So gab es eine im Oktober 2009 begonnene Besetzung des Audimax der Universität Wien. Die Besetzung wurde später auch auf andere Hochschulen ausgeweitet und gilt als Anstoß für weitere Proteste, auch in Deutschland. Die Kritik am Bologna-Prozess in Österreich richtet sich u. a. gegen eine „marktkonforme Disziplinierung“ der Studierenden in einem stark verschulten „Ausbildungsbetrieb“, gegen Bildung als Investition in die „Ich-AG“ und gegen Employability als Ziel des Studiums.
Die Übergangsquoten vom Bachelor- in ein Masterstudium liegen in Österreich mit rund 80 Prozent ungleich höher als in Deutschland. Proteste beziehen sich in diesem Feld vornehmlich darauf, dass Männer deutlich häufiger als Frauen in die Lage kommen, ein Masterstudium aufzunehmen.
Die staatlichen Hochschulen in der Schweiz (Universitäten wie Fachhochschulen) fallen, abgesehen von den vom Bund getragenen Eidgenössischen Technischen Hochschulen (ETH) in Zürich und Lausanne, in die Verantwortung der Kantone. Indem aber der Bund als Zuschussgeber auftritt, haben verschiedene Ministerien Einfluss auf die Akkreditierungspflichten der verschiedenen Hochschultypen.
Am 30. September 2011 verabschiedete das Parlament ein Hochschulförderungs- und ‑koordinationsgesetz (HFKG), das künftig für alle Hochschultypen das Bezeichnungsrecht, den Titelschutz und den Zugang zu Bundeszuschüssen von einer obligatorischen institutionellen Akkreditierung abhängig macht. Die Zuständigkeit dafür geht auf die dem Schweizerischen Akkreditierungsrat (AR) unterstellte Schweizerische Akkreditierungsagentur (AA) über.

## Mängelanalyse und Fundamentalkritik
„Im Kern der Umstellung des universitären Bildungssystems stand in den vergangenen zehn Jahren der Bachelor als ‚erster berufsqualifizierender Abschluss‘. Die aus der Bologna-Deklaration von 1998 übrigens nur hierzulande so erfolgte Ableitung einer unbedingten Forderung nach ‚Beschäftigungsfähigkeit‘ der Hochschulabsolventen hat eine fast vollständige Transformation des universitären Auftrags nach sich gezogen: weg von der ‚allgemeinen Menschenbildung durch Wissenschaft‘, hin zur Berufsausbildung.“

In der mit dem Bologna-Prozess verbundenen öffentlichen Rezeption und Auseinandersetzung gibt es einerseits die kritisch-konstruktive Begleitung einflussreicher Mitwirkender wie der Hochschulrektorenkonferenz und des Wissenschaftsrates, andererseits Beispiele ausgeprägter Verfahrens- und Fundamentalkritik – zumal bei Geistes- und Gesellschaftswissenschaftlern – sowie schließlich Ansätze zu organisiertem Widerstand bei Studierenden und in Fachbereichen wie Theologie und Medizin. Auch gesellschaftliche Interessengruppen wie Arbeitgeberverbände und Gewerkschaften versuchen, durch die Artikulation eigener Positionen auf die im Wandel begriffenen Hochschulstrukturen Einfluss zu nehmen.

### Aspekte der Defizitanalyse
Wiewohl der Wissenschaftsrat als nachdrücklicher Befürworter des Bologna-Reformprogramms auftritt, kann er eine Qualitätssteigerung in der Hochschullehre mit Hilfe der Programmakkreditierungen bisher kaum feststellen.
Insbesondere moniert er die schlechte Betreuungsrelation von Studierenden zu Professoren, gerade angesichts des mit der Einführung der gestuften Studienstruktur wachsenden Bedarfs an einer intensiven Beratung und Betreuung. Diesbezügliche Verbesserungen, z. B. mit Hilfe von Fachzentren für Hochschullehre und mittels auf den Tätigkeitsschwerpunkt Lehre gerichteter zusätzlicher Personalausstattung der Universitäten, sieht er als dringlich an. „Im Zentrum aller Bemühungen sollte die Sicherung der Studierbarkeit stehen. Hierzu gilt es, die Studiengänge in allen Fächern klar zu strukturieren, die inhaltliche Abstimmung und zeitliche Koordination der Lehrveranstaltungen sicherzustellen, Anforderungsniveau und Lernziele transparent zu machen.“
Ähnliche Prioritäten hinsichtlich einer Qualitätsverbesserung der Lehre setzt der Wissenschaftsrat auch in den jüngsten Forderungen nach einem Zukunftspakt für das Wissenschaftssystem, der mindestens auf den Zeitraum bis 2025 angelegt sein sollte.
Über eine anhaltend sich verschlechternde Betreuungsrelation von Studierenden zu Professoren berichtet die Zeitschrift Forschung und Lehre im Januar 2015. Zwar steige die Anzahl der an deutschen Hochschulen lehrenden Professoren, jedoch deutlich langsamer als die Studierendenanzahl. 2013 standen 26.580 Professoren (2003: 23.712) etwa 1,7 Millionen Studierenden (2003: ca. 1,4 Mio.) gegenüber. Im Durchschnitt kamen der Erhebung zufolge 2013 auf einen Hochschullehrer 65 Studierende; 2003 waren es noch 62. Gemäß einer Studie des Berliner Forschungsinstituts für Bildungs- und Sozialökonomie hat sich die besagte Relation in den Ingenieurwissenschaften besonders ungünstig entwickelt.
Deutlich ablehnend äußert sich die Humboldt-Gesellschaft zu Entstehung, Durchführung und bisherigen Ergebnissen des Bologna-Prozesses in Deutschland. Es sei ein kardinaler Fehler, das Prinzip der angepassten Beibehaltung von Bewährtem allein zugunsten von gänzlich Neuem preiszugeben. Die Zerschlagung des auch international anerkannten deutschen Bildungssystems mit seinen „bewährten Graduierungen“ Magister, Diplom, Staatsexamen, Promotion und Habilitation ist der Humboldt-Gesellschaft unverständlich. Die Akkreditierungsagenturen werden von ihr als überflüssig angesehen, da die fachgebundenen Aufgaben in die Verantwortung der Fakultäten gehörten. Es handle sich um ein bürokratisches Monster, das die Hochschulhaushalte mit mehreren hundert Millionen Euro pro Jahr belaste und möglicherweise nicht einmal mit dem Grundgesetz vereinbar sei. Dem Vollzug der Bologna-Vereinbarung wird nach zehn Jahren bescheinigt, praktisch gescheitert zu sein. An Korrekturen fordert die Humboldt-Gesellschaft u. a. die „personelle Wiederherstellung des zur nachhaltigen Gewährleistung der Kontinuität von Forschung und Lehre erforderlichen längerfristig beschäftigten Mittelbaus als tragende akademische Säule“; dazu Elite-Förderung sowohl für die Studierenden als auch für den wissenschaftlichen Nachwuchs und eine durch die Einwerbung von Drittmitteln unbeeinträchtige Lehre und Forschung.
Defizitanalyse und Forderungen der Arbeitgeberverbände, die die Bologna-Reform begrüßen und zügig fortgesetzt sehen möchten, sind von anderer Art. Sie sehen in der Berufsbefähigung der Absolventen insbesondere im Rahmen der Bachelor-Studiengänge das maßgebliche Ziel. Von entscheidender Bedeutung auch für die Akzeptanz der Bachelor- und Master-Abschlüsse sei die Beteiligung von Vertretern der Berufspraxis. Wichtig dafür sei aber auch, „dass die im Gesetz geforderte Beschäftigungsbefähigung tatsächlich gegeben ist. Hier müssen Hochschulen erheblich enger mit den Unternehmen und ihren Verbänden kooperieren als dies bislang der Fall ist.“ Aus dieser Richtung kommt auch die Kritik an der mangelnden Arbeitsmarktfähigkeit der Bachelor-Absolventen.
So forderten die für Hochschulen zuständigen Minister der 47 Bologna-Staaten im Mai 2015 auf ihrer Tagung in Jerewan, dass die Hochschulen noch praxisnähere Studiengänge anbieten sollten. Auch ein Bachelor nach sechs Semestern müsse „arbeitsmarktfähig werden für sich rasch verändernde Arbeitsmärkte, die von technischer Entwicklung und neuen Berufsbildern geprägt sind“ (so der Beschlussentwurf).
Die Gewerkschaft Erziehung und Wissenschaft (GEW) plädiert in ihrer Zwischenbilanz des Bologna-Prozesses für eine Entschleunigung im Sinne der Vorrangigkeit von Qualität. Die Betreuung der Studierenden müsse spürbar verbessert werden, damit die Bologna-Reform überhaupt erfolgreich sein könne. Ein Kernpunkt der GEW-Forderungen betrifft die uneingeschränkte Durchlässigkeit beim Übergang vom Bachelor- zum Masterstudium, wo man weder eine Quote noch eine notenabhängige Zulassungsbeschränkung zum Masterstudium akzeptiert. Angemahnt wird zudem eine leistungsfähige Studienfinanzierung sowie der Ausbau von Mobilitätsstipendien.

### Kritik
Julian Nida-Rümelin beklagt im Zuge des Bologna-Prozesses u. a. die Tendenz zur Verschulung auf breiter Front, besonders in Deutschland. „Sie zeichnet sich durch extrem lange Präsenzzeiten und wenig Spielraum für Eigenstudium aus. Und es gibt die Tendenz, dass sich die Lehre von der aktuellen Forschung abkoppelt. Verschulung heißt ja immer auch, dass kanonisches, verfestigtes, in spezifischen Lehrbüchern dargelegtes Wissen vermittelt wird.“ Dabei komme es an den Hochschulen zunehmend zur Unterscheidung zwischen reinen Forschungs- und reinen Lehrprofessuren. Inzwischen spielten private Hochschulen eine immer größere Rolle. Dies sei gefährlich im Hinblick auf die Qualität der Angebote. Der Versuch, dem Niveauverlust durch Akkreditierungen vorzubeugen, die von außeruniversitären Instanzen durchgeführt werden, könne die im Grundgesetz garantierte Freiheit von Forschung und Lehre gefährden, warnt Nida-Rümelin.
Nicht mehr, sondern weniger Mobilität sei die Folge einer Verschulung: „Bei den auf drei Jahre verdichteten Studiengängen ist ein Wechsel nun einmal riskant. Da hilft auch das Punktesystem nichts, das im Übrigen nicht europaweit einheitlich, sondern ganz unterschiedlich eingesetzt wird. Nicht nur in dieser Frage gilt: Gemessen an den ursprünglichen Zielen muss der Bologna-Prozess heute als gescheitert gelten.“ Denn die angestrebten Ziele, die Zahl der Studienplätze zu erhöhen, die Betreuung zu intensivieren und die Abbrecherquote zu senken, seien verfehlt worden. Zwar sinke die Abbrecherquote in den reformierten geistes- und sozialwissenschaftlichen Studiengängen, dafür steige sie jedoch in den anderen Fächern und nehme im Durchschnitt zu. Die nötige Reform der Reform, so Nida-Rümelin, müsse mit einer Renaissance des Humboldtschen Universitätsideals verbunden werden.
Tatsächlich zeigt einer Studie des Hochschul-Informations-Systems (HIS) über die Absolventen des Jahrgangs 2010, dass 28 Prozent der Studienanfänger der Jahrgänge 2006/2007 ihr Bachelor-Studium ohne Abschluss beendeten. Die Quote erhöhte sich im Vergleich zu den Studienanfängern 2004/2005 um drei Prozentpunkte. Während an Fachhochschulen nur 19 Prozent der Bachelor-Studienanfänger ihr Studium abbrachen, waren es an den Universitäten 35 Prozent.
Stefan Kühl legt dar, dass die Verschulung der Bachelor- und Masterstudiengänge die ungewollte Nebenfolge einer scheinbar kleinen Veränderung in der Organisation des Studiums sei: der Einführung der Leistungspunkte (ECTS) als einer neuen Verrechnungseinheit an den Universitäten. Durch den Zwang, jede einzelne Arbeitsstunde der Studierenden in dieser Zeiteinheit vorauszuplanen, entstünde ein Sudoku-Effekt – die Notwendigkeit, die in Leistungspunkten ausgedrückten Veranstaltungen, Prüfungen und Module so miteinander zu kombinieren, dass das Studium punktemäßig „aufgeht“. Eine selbst von Computern kaum noch zu beherrschende Komplexität und eine Inflation von Prüfungen zählten ebenso zu den Folgen wie eine permanente weitere Verfeinerung des Regelwerks, das auf seine eigenen Unzulänglichkeiten zu reagieren sucht.
Richard Münch entwickelt in seiner synoptischen Betrachtung Akademischer Kapitalismus. Über die politische Ökonomie der Hochschulreform das Bild eines von marktwirtschaftlichen Interessen und ihren Protagonisten zunehmend dominierten Wissenschaftssystems. Dabei zielt er auf eine aktuelle Standortbestimmung von universitärer Forschung und Lehre in dem immerwährenden Spannungsfeld zwischen akademischer Freiheit und gesellschaftlicher Zweckbestimmung. Der bereits gut drei Jahrzehnte existierenden deutschen Massenuniversität spricht Münch die für eine vitale akademische Gemeinschaft nötigen Voraussetzungen ab. Die diesbezüglichen Klagen aller Beteiligten hätten nunmehr dazu geführt, dass man große Hoffnungen auf Wettbewerb, Benchmarking, Monitoring und Qualitätsmanagement im Rahmen der Umstellung der akademischen Selbstverwaltung auf New Public Management setze.
Dies sei Bestandteil eines breiter angelegten gesellschaftlichen Wandels, in dem „Hierarchien durch Märkte, Quasimärkte und Pseudomärkte“ ersetzt würden. Mit dem Übergang der Qualitätskontrolle von Studiengängen auf Akkreditierungsagenturen (anstelle der ministeriell kontrollierten Fachgesellschaften wie bisher) werde die universitäre Bildung den Praxisanforderungen von Wirtschaft und Verwaltung schutzlos ausgesetzt.
Die in den neuen Studiengängen angesetzte Prüfungsdichte zerstört, so Münch, die pädagogische Beziehung zwischen Hochschullehrern und Studierenden: „Beide sind nur noch damit beschäftigt, den Kontrollen Genüge zu tun. Die Sache selbst tritt in den Hintergrund. Das gilt umso mehr, je mehr sich die Lehre im Massenbetrieb und in Betreuungsrelationen von 1 zu 100 vollzieht.“ Die Qualität des Bachelor-Abschlusses sieht Münch künftig „etwas oberhalb des technischen Assistenten mit Fachschulbildung“. Der Master werde wohl über das mittlere Niveau an Prestige und Einkommen hinausführen, „aber nicht als vollständiger Ersatz für die alten umfassenden Diplome“. Deren Anspruch auf Vermittlung einer vollständigen wissenschaftlichen Bildung werde sich vielmehr auf die Promotionsstudiengänge zurückziehen.

„Aus dem Bologna-Prozess wird sich kein europäisches Land ausklinken können. Es wird sonst abgehängt und auf ein Abstellgleis im Niemandsland gestellt. Möglich ist nur die Bearbeitung der Folgen. An der Ablösung der Berufe durch vermarktbare Kompetenzen mit ihrer Verdrängung von Fachwissen durch persönliches Profil und Sachwerten durch Prestigewerte wird sich auch nichts mehr ändern lassen.“

In der neuen, unternehmerisch ausgerichteten Universität wird die Forschung laut Münch gezielt in Bereiche gelenkt, die Gewinn versprechen, vornehmlich angewandte Forschung, orientiert am Mainstream und an Modetrends. Damit einher gehe das Drängen von Hochschulleitungen, die Forschung drittmittelkonform anzulegen. Als ausgesprochen fragwürdiger (Fehl-)Lenkungseffekt stelle sich die neuere wissenschaftliche Publikationshonorierung und -praxis dar, die darauf hinauslaufe, aus ein und derselben Arbeit möglichst viel Kapital zu schlagen: die Salamitaktik der kleinstmöglichen publizierbaren Einheit. Münchs Fazit besagt, dass Überinvestition in aktuell gewinnträchtige Forschung einerseits und Unterinvestition in risikoreiche Forschung ohne zeitnahe Marktverwertungschancen andererseits das Innovationspotenzial der Wissenschaft schrumpfen lassen. So komme es zu einer empfindlichen „Engführung der Wissensevolution“.

### Widerstand

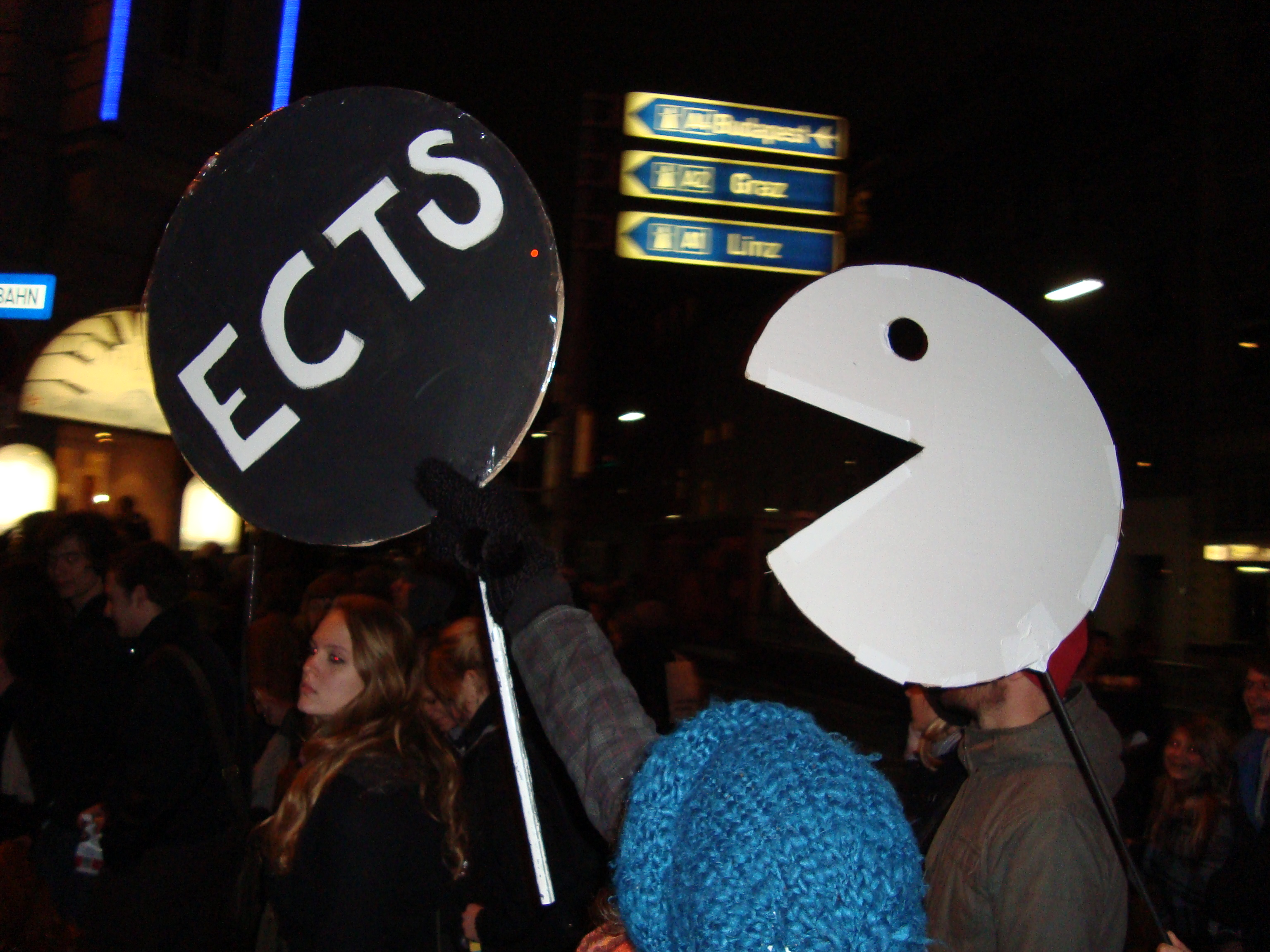
ECTS-Punkte als „Jagdobjekt“ nach dem Pac-Man-Prinzip

Aus Protest gegen die Folgen des Bologna-Prozesses kam es in mehreren europäischen Ländern, darunter Frankreich, Griechenland, Deutschland und Österreich, immer wieder zu Demonstrationen, Universitätsbesetzungen und auch Streiks. Im Sommer 2009 gingen geschätzt mehr als 230.000 Studenten, Schüler und Auszubildende zum Bildungsstreik auf die Straße, etwa mit der Parole: „Wir sind hier, wir sind laut, weil man uns die Bildung klaut!“ Zu den vorgetragenen Gründen und Motiven der Studierenden an deutschen Hochschulen gehört, dass
- der auf drei Jahre verkürzte Bachelor-Studiengang zu einem weniger qualifizierten Abschluss führe;
- den Studenten durch die gestraffte Ausbildungsform und die zumeist vorgegebenen Lehrinhalte die Möglichkeit genommen werde, eigene Interessenschwerpunkte herauszuarbeiten und sich wissenschaftlich experimentell einzubringen;[89]
- die Umstellung der alten Magister- und Diplomstudiengänge nur allzu oft nach der Devise „verdichten, verschulen, umbenennen“ geschah;[90]
- die Nachfrage der Studierenden bei weitem nicht abdeckende Angebot an Masterstudienplätzen und die damit verbundenen Zugangshürden u. a. einen hohen Konkurrenz-, Noten- und Leistungsdruck vom ersten Bachelorsemester an hervorbrächten;[91]
- die Versprechungen der Deklaration (insbesondere von Mobilität) nur für einen sehr kleinen Teil der Studenten eingelöst würden;[92]
- die sozialen Auswirkungen der Reformen, insbesondere auf die Chancengleichheit der verschiedenen sozialen Gruppen und auf die Gleichstellung von Frauen und Männern, zu wenig berücksichtigt würden und die Situation sogar noch verschlechterten.

Die Ablehnung des Bologna-Prozesses als Ganzes oder zumindest teilweise war bei diesen Protesten, so beim Bildungsstreik in Deutschland 2009 oder bei den Studierendenprotesten in Österreich 2009, zumeist zwar nicht das einzige, aber eines der Hauptthemen.
Für das Studium der Medizin hat der Deutsche Ärztetag mehrfach die Einführung des Bachelor-/Master-Studiums in der Medizin abgelehnt. Die Bundesärztekammer und die Arbeitsgemeinschaft Hochschulmedizin lehnen eine solche Struktur ab. Insbesondere wird ein Qualitätsverlust in der ärztlichen Ausbildung befürchtet. Der Abschluss Bachelor of Science soll für medizinnahe Berufsbereiche qualifizieren, nicht jedoch für eine ärztliche Tätigkeit. Zu welchen Tätigkeiten der Bachelor-Abschluss genau berechtigen soll, ist bislang ungeklärt.
An der Universität Oldenburg wurde zum Wintersemester 2012/2013 in enger Kooperation mit der Reichsuniversität Groningen in den Niederlanden ein Modellstudiengang Humanmedizin mit dem Abschluss Staatsexamen etabliert und hierfür eine medizinische Fakultät, die European Medical School Oldenburg-Groningen, eingerichtet. Der Wissenschaftsrat gab im November 2010 dazu eine positive Stellungnahme ab, die heftig kritisiert wurde.
In Russland soll der Bologna-Prozess, wahrscheinlich infolge des Ukraine-Krieges, wieder abgeschafft und durch ein nationales Hochschulsystem ersetzt werden.